# پشته تلنگ
پشته تلنگ، روستایی در دهستان کریان بخش مرکزی شهرستان میناب در استان هرمزگان ایران است.

## جمعیت
بر پایه سرشماری عمومی نفوس و مسکن در سال ۱۳۹۵، جمعیت این روستا برابر با ۳۴۳ نفر (۹۳ خانوار) بوده‌است.